# ماریو تولیو مونتانو
ماریو تولیو مونتانو (ایتالیایی: Mario Tullio Montano؛ ۷ فوریهٔ ۱۹۴۴ – ۲۷ ژوئیهٔ ۲۰۱۷) شمشیرباز اهل ایتالیا بود.
وی در مسابقات کشوری و بین‌المللی در مجموع برندهٔ ۱ مدال طلا، ۱ مدال نقره شده‌است.